# مهرنوش ابراهیمی
مهرنوش ابراهیمی (۴ مهر ۱۳۲۶ – ۹ مهر ۱۳۵۰) از اعضای سازمان چریک‌های فدایی خلق ایران بود که از او به عنوان اولین زن چریک فدایی یاد می‌شود که در درگیری کشته شده است. او در تهران زاده شد، درس خواند و وارد دانشکده پزشکی دانشگاه تهران شد. مهرنوش ابراهیمی با همسرش چنگیز قبادی که او هم در دانشگاه تهران پزشکی خوانده بود در مناطق دورافتاده سوادکوه طبابت می‌کرد.
با تشکیل سازمان چریک‌های فدایی خلق، مهرنوش ابراهیمی به عضویت تیم تدارکاتی عملیات روستا درآمد. از او به عنوان اولین زن چریک فدایی یاد می‌شود که در درگیری کشته شده است.
به گفته برخی اعضای فداییان خلق از جمله بهرام قبادی، مهرنوش ابراهیمی لوگوی سازمان را از قبل از عملیات سیاه کل طراحی کرده است.
وقتی در سی‌سنگان به همراه چنگیز قبادی، بهرام قبادی و محمدعلی پرتوی مشغول بررسی محلی برای انبارک‌های احتمالی بودند، شناسایی و دستگیر شدند. او و چنگیز قبادی (به‌طور جداگانه) موفق به فرار شدند و دو نفر دیگر تیر خورده و دستگیر شدند.
مهرنوش ابراهیمی در ۹ مهر ۱۳۵۰ در تهران در درگیری مسلحانه با ساواک کشته شد. همسر او هم یک روز قبل در درگیری دیگری کشته شده بود.